# Jodzahlen
Jodzahlen, 1936 bis 1938: Jodschalen, 1938 bis 1945: Herbstfelde, litauisch Juodžaliai, ist ein verlassener Ort im Rajon Krasnosnamensk der russischen Oblast Kaliningrad.
Die Ortsstelle befindet sich sieben Kilometer südöstlich von Pobedino (Schillehnen/Schillfelde) am Rande des Hochmoores Bolschije Kusty „Große Sträucher“ (dt. Große Plinis, auch Königsbruch genannt).

## Geschichte

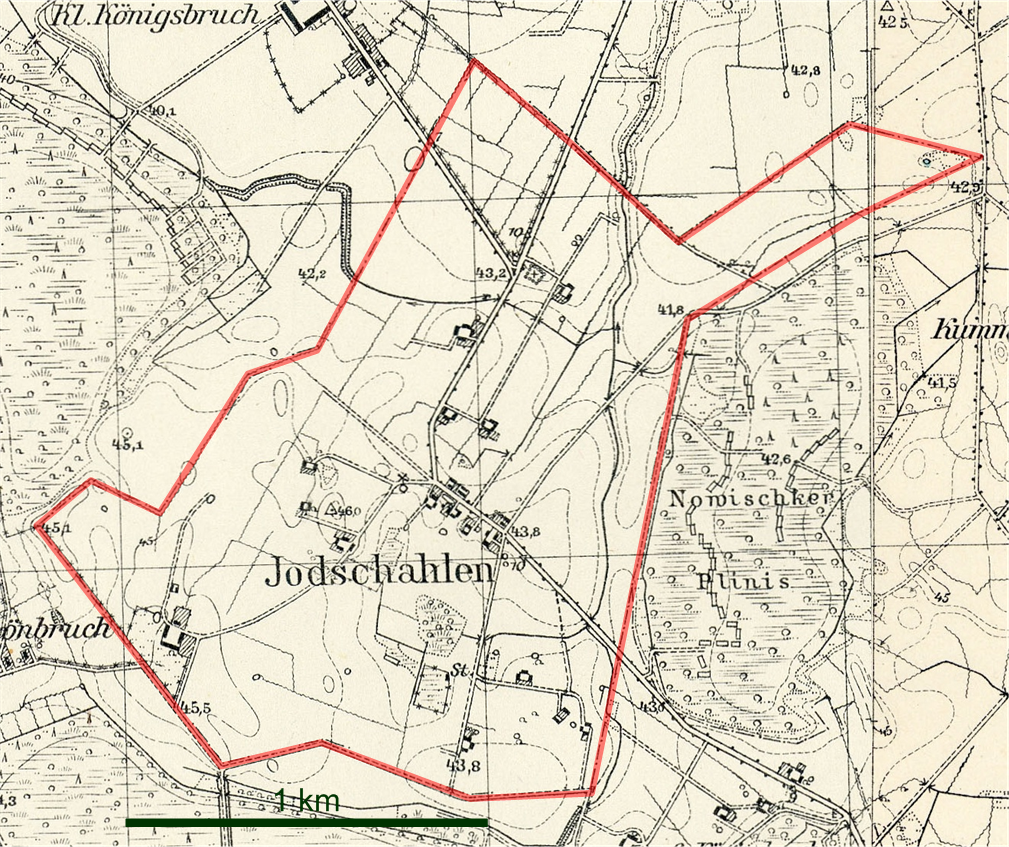
Die Gemeinde Jodzahlen auf einem Messtischblatt von 1936

Der Ort wurde nach 1765 gegründet. Um 1820 war Jodszallen ein Erbfreidorf mit 44 Einwohnern.  1874 wurde die Landgemeinde Jodzahlen in den neu gebildeten Amtsbezirk Doristhal im Kreis Pillkallen eingegliedert. 1936 wurde die Schreibweise des Ortes in Jodschalen geändert und 1938 wurde er in Herbstfelde umbenannt. 1945 kam der Ort in Folge des Zweiten Weltkrieges mit dem nördlichen Ostpreußen zur Sowjetunion. Einen russischen Namen erhielt er nicht mehr.

### Einwohnerentwicklung
| Jahr | Einwohner |
| ---- | --------- |
| 1867 | 116       |
| 1871 | 127       |
| 1885 | 139       |
| 1905 | 109       |
| 1910 | 116       |
| 1933 | 109       |
| 1939 | 99        |

## Kirche
Jodzahlen/Herbstfelde gehörte zum evangelischen Kirchspiel Schirwindt.

## Söhne und Töchter des Ortes
- Otto Scherbening (1792–1859), preußischer Generalmajor